# アレックス・メレト
アレックス・メレト（Alex Meret, 1997年3月22日 - ）は、イタリア・ウーディネ出身のサッカー選手。セリエA・ナポリ所属。イタリア代表。ポジションはGK。アレックス・メレットとも表記される。

## 経歴

### クラブ
地元ウディネーゼ・カルチョのユース出身。2014-15シーズンにトップチームに昇格し、2015年12月2日のコッパ・イタリア4回戦・アタランタBC戦でプロデビューを果たした。
2016年7月14日、セリエBのS.P.A.L.へレンタル移籍。失点数をリーグで3番目に少ない39失点に抑える堅守でセリエB優勝を果たし、SPALの49年ぶりとなるセリエA昇格に貢献。シーズン終了後の2017年7月25日にウディネーゼとの契約を2022年まで延長し、8月1日に再びSPALへレンタルで移籍した。2017-18シーズンはアルフレッド・ゴミスにポジションを譲っていたが、2018年1月28日のインテル戦に出場しセリエAデビューを果たした。
2018年7月5日、SSCナポリと2023年6月30日までの契約を締結したことが発表された。2019-20シーズン、コッパ・イタリア決勝のユヴェントス戦では、PK戦でディバラのシュートをセーブし、チームの優勝に貢献した。

### 代表
世代別代表を経験。準優勝のUEFA U-19欧州選手権2016では大会優秀選手に選ばれた。UEFA EURO 2016ではリーグ戦未出場ながらもトレーニングメンバーとしてイタリア代表に同行した。
2017年3月18日、負傷で招集を見送られたマッティア・ペリンの代役として、当時セリエBながらイタリア代表に初招集された。2019年11月18日に行われたUEFA EURO 2020予選・アルメニア戦で後半32分にサルヴァトーレ・シリグとの交代で出場しA代表デビュー。UEFA EURO 2020本大会でチームは優勝したが、サードキーパーであったため、登録選手26人の中で唯一出場機会が無かった。
UEFA EURO 2024に選出

## タイトル

### クラブ
S.P.A.L.
- セリエB：2016-17

ナポリ
- コッパ・イタリア：2019-20
- セリエA：2022-23

### 代表
イタリア代表
- UEFA欧州選手権：2020